# Peter Williams (wielrenner)
Peter Scott Williams (Southport, 13 december 1986) is een Engels wielrenner die anno 2021 rijdt voor SwiftCarbon Pro Cycling.

## Carrière
In zijn zevende Ronde van Groot-Brittannië, in 2015, wist Williams met een voorsprong van twee punten op Thomas Stewart het bergklassement te winnen.

## Overwinningen
2015
1e etappe Bałtyk-Karkonosze Tour
Bergklassement Ronde van Groot-Brittannië
2016
1e etappe Ronde van Midden-Nederland (ploegentijdrit)
2017
Beaumont Trophy
1e etappe Ronde van Midden-Nederland (ploegentijdrit)

## Ploegen
- 2008 –  Pinarello Racing Team
- 2009 –  Candi TV-Marshalls Pasta RT[1]
- 2010 –  Motorpoint-Marshalls Pasta
- 2011 –  Motorpoint
- 2012 –  Node 4-Giordana Racing Team
- 2013 –  Team IG-Sigma Sport
- 2015 –  ONE Pro Cycling
- 2016 –  ONE Pro Cycling
- 2017 –  ONE Pro Cycling
- 2018 –  ONE Pro Cycling
- 2019 –  SwiftCarbon Pro Cycling
- 2020 –  SwiftCarbon Pro Cycling
- 2021 –  SwiftCarbon Pro Cycling

Cronshaw · Edgar · Greenwood · Griffiths · Harper · Hawkins · Hayles · Jones · Moss · Mullen · Perett · Sybrandy · Whorall · Williams
Atkins · Barker · Baylis · Bellis · Białobłocki · Gardias · Harper · Hester · Hunt · Mould · Opie · P.Williams · S.Williams
Barker · Baylis · Białobłocki · Domagalski · Ebsen · Goss · Handley · Harper · House · Hunt · Lander · McCormick · Mortensen · O'Shea · Opie · Oram · Smith · Von Hoff · P.Williams · S.Williams
Baylis · Domagalski · Kelly · Latham · Liepiņš · McCormick · Oram · Richardson · Scott · Tracz · Williams